# Paul Bunduku-Latha
 (février 2013).
Si vous disposez d'ouvrages ou d'articles de référence ou si vous connaissez des sites web de qualité traitant du thème abordé ici, merci de compléter l'article en donnant les références utiles à sa vérifiabilité et en les liant à la section « Notes et références ».

Paul Bunduku-Latha (né le 23 avril 1952 à Lastoursville au Gabon et mort le 7 juin 2020 à Libreville) est un homme politique gabonais, diplomate et écrivain. 
Il a été ambassadeur du Gabon au Maroc (1989-1993), aux États-Unis et au Mexique dans les années 1990 (1993-2001) et par la suite en Allemagne (2001-2006). Il a été ministre délégué de l'environnement de janvier 2009 à octobre 2009, ministre délégué de l'Économie, du Commerce, de l'Industrie et du Tourisme d'octobre 2009 à janvier 2011, et finalement ministre délégué auprès du ministre des Affaires étrangères. Il est à partir du juin 2013, le président du Conseil d'administration de la Banque de l'Habitat du Gabon (BHG).

## Carrières

### Carrière diplomatique
Paul Bunduku-Latha est docteur en politique et droit du développement. Après ses études politiques en France à l'université de Poitiers, il décide de retourner au Gabon en 1979. De retour au Gabon, il a été nommé à la tête du Département d'études en Europe au ministère des Affaires étrangères en 1983, puis a été directeur des Organisations internationales et de la Coopération multilatérale de 1984 à 1989. 1989 marque le début de sa carrière diplomatique. Il fut ambassadeur du Gabon au Maroc de 1989 à 1993, aux États-Unis de 1993 à 2001 et en Allemagne de 2001 à 2006.

### Carrière politique
Paul Bunduku-Latha a rejoint l'Union gabonaise pour la démocratie et le développement (UGDD), un parti d'opposition fondé par Zacharie Myboto en 2005, et y a occupé le poste de conseiller politique. 
Plus tard, il a accepté une nomination au gouvernement le 14 janvier 2009. Il fut dans un premier temps ministre délégué de l'Environnement de janvier 2009 à septembre 2009, puis ministre délégué de l'Économie de septembre 2009 à janvier 2011, et ministre délégué auprès du ministre des Affaires étrangères à partir de janvier 2011. Il a également été élu président du conseil des ministres ACP en tant que ministre délégué auprès du ministre de l'Économie, du Commerce, de l'Industrie et du Tourisme.

## Distinctions
- Officier de l'ordre du mérite de la République française en 1992.
- Commandeur de l'ordre du Ouissam alaouite du royaume du Maroc en 1993.
- Grand-croix de l'ordre du Mérite de la République fédérale d'Allemagne en 2006.
- Commandeur de l'ordre de l'Étoile équatoriale du Gabon en 2004.
- Officier de l'ordre national du Mérite de la République gabonaise.

## Publications
- La politique africaine de George W. Bush, Paris, Publibook, 2010
- L'administration Clinton et l'Afrique, Paris, L'Harmattan, 1999